# St. Markus (Berlin-Spandau)

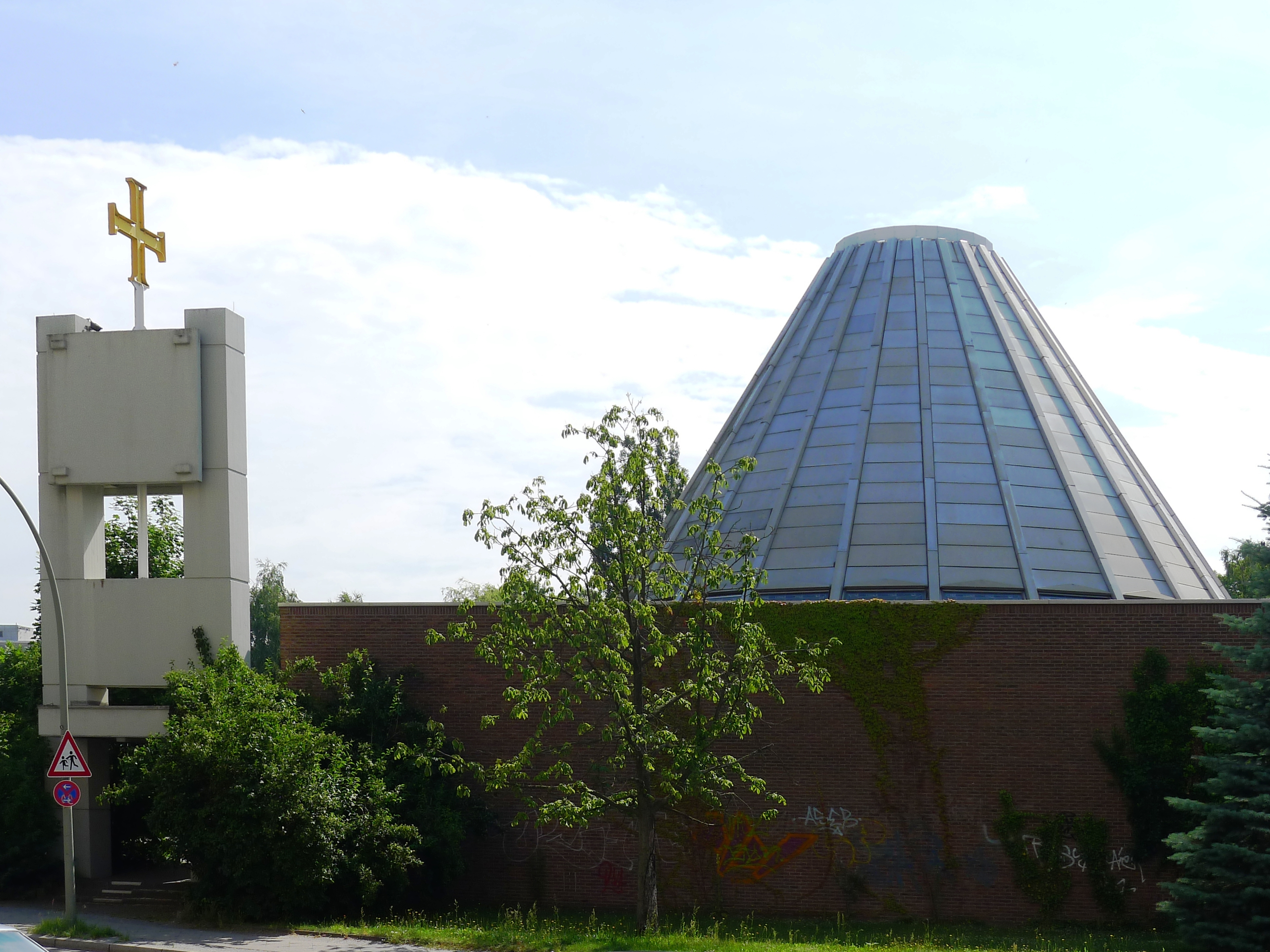
St.-Markus-Kirche

Die 1977 gebaute römisch-katholische St.-Markus-Kirche steht Am Kiesteich 50 im Berliner Ortsteil Falkenhagener Feld des Bezirks Spandau. Sie wurde von Hans Schädel entworfen und ist die Pfarrkirche der Pfarrei St. Johannes der Täufer – Spandau-Südwest im Erzbistum Berlin. Der Gebäudekomplex, ein Stahlbetonskelettbau im Architekturstil der Nachkriegsmoderne, steht unter Denkmalschutz.

## Geschichte

### Gründung und Struktur
Seit 1963 erfolgte ein allgemeiner Zuzug aus Altbaugebieten der Innenstadt in das Falkenhagener Feld mit einem hohen Anteil an Katholiken. Mitte 1965 wurde der Wunsch an den Berliner Bischof Alfred Bengsch herangetragen, in die Satellitenstadt, die zur Pfarrgemeinde Maria, Hilfe der Christen (Spandau) gehörte, einen eigenen Priester zu schicken. Daraufhin wurde am 6. März 1967 die Kirchengemeinde St. Markus offiziell errichtet. Erster Seelsorger der Gemeinde war Lorenz Gawol. Er wurde 1966 zum Kaplan ernannt, 1967 zum Kuratus und am 9. Dezember 1967 zum Pfarrer. Anfangs wurden die Gottesdienste notdürftig in einem Gartenhaus abgehalten und später gastweise in der Jeremia-Kirche. Im März 1968 war das eigene, von Hermann Jünemann entworfene Gemeindezentrum fertiggestellt, in dessen Saal fortan die heilige Messe gefeiert wurde. Der Bau einer eigenen Kirche war in der Gemeinde nicht unumstritten; einige  plädierten dafür, die Geldmittel – veranschlagt waren 1,2 Millionen Mark (kaufkraftbereinigt in heutiger Währung: rund 2,7 Millionen Euro) – besser für die Seelsorge der Gastarbeiter einzusetzen. In Abstimmungen in der Gemeinde und in den Gremien wurde ein Kirchenbau jedoch mehrheitlich befürwortet und auch vom Bistum Berlin gefördert und finanziell unterstützt. Innerhalb von neun Jahren wurde die Kirche geplant und gebaut, wofür die Gemeinde Geld sammelte. Die Grundsteinlegung fand am Ostersonntag, dem 30. März 1975, statt, am Sonntag, 8. Mai 1977 weihte Kardinal Alfred Bengsch sie auf das Patrozinium des Evangelisten Markus. Die Gemeinde beging das 50-jährige Jubiläum der Gemeindegründung mit einer Festwoche vom 2. bis 10. April 2016.
Eine zweite Gottesdienststätte ist die Kirche St. Franziskus von Assisi. Die Pfarrei St. Markus gehörte bis zu dessen Auflösung 2021 zum Dekanat Spandau im Erzbistum Berlin. Seit 2018 bildete sie mit den Nachbargemeinden Mariä Himmelfahrt und St. Wilhelm den Pastoralen Raum Spandau-Süd. Am 1. Januar 2023 fusionierten diese Gemeinden zur Pfarrei St. Johannes der Täufer – Spandau-Südwest. Die St.-Markus-Kirche ist die Pfarrkirche dieser neuen Pfarrei.

### Pfarrer von St. Markus
| 9. Dezember 1967 – 1987           | Lorenz Gawol                       | vorher seit 1966 Kaplan und Kuratus                                                                   |
| 1987–2010                         | Heribert Spickenbom                | |
| 2010/2011                         | Markus Zimmermann, Bernhard Biskup | Pfarrverweser                                                                                         |
| 1. September 2011 – 31. März 2022 | Bernhard Gewers                    | |
| ab 1. April 2022                  | David Hassenforder                 | Pfarradministrator, seit 1. Januar 2023 Pfarrer der Pfarrei St. Johannes der Täufer – Spandau-Südwest |

## Baubeschreibung
Im Baukörper sollen die Gedanken zur vollkommenen räumlichen und liturgischen Gestaltung im Sinne des Zweiten Vatikanischen Konzils umgesetzt sein. Nach diesem Vorbild schuf der Architekt zuvor die St.-Dominicus-Kirche in der Gropiusstadt und danach die Kirche Zu den heiligen Märtyrern von Afrika in Lichtenrade. Diese Kirchen werden wegen der Form der Kuppeln von den Berlinern auch als „St. Melitta“ bezeichnet.
Die Mitte des Zentralbaus, er hat einen quadratischen Grundriss, ist mit einem Kegelstumpf aus 24 Trägern überkuppelt, oberhalb eines umlaufenden Fensterbandes ist dessen Mantelfläche mit Aluminium verkleidet. Die seitlichen fensterlosen Wände des Kirchenschiffs sind aus rotbraunen Klinker gemauert und unverputzt. Die Rückwand besteht aus Dickglas.
Der Innenraum ist durch die Kegelstumpf-Kuppel geprägt, dessen Deckfläche ein Oberlicht hat, unterhalb dem der Altar steht. Die Bänke des Kirchengestühls sind unter Aussparung eines Segments von 60 Grad kreisförmig um den Altar angeordnet.
Auf dem Vorplatz steht ein Brunnen von Hubert Elsässer. Von ihm stammen auch Tabernakel, Ambo, Leuchter und Reliquiar in der Kirche. Ein Mosaik mit einer Darstellung Mariens als „Mutter von der immerwährenden Hilfe“ wurde von den vatikanischen Mosaikwerkstätten geschaffen.
Der verglasten Eingangsfront ist eine überdeckte Pergola vorgelagert. An deren straßenseitigem Zugang ist wie ein Tor das Sockelgeschoss des Campanile angeordnet, der aus Betonfertigteilen zusammengesetzt und mit einem großen Tatzenkreuz bekrönt ist. In der Glockenstube hängt eine Bronzeglocke, die von Petit & Gebr. Edelbrock 1975 gegossen wurde. Sie wiegt 200 kg, hat einen Durchmesser von 67 cm und eine Höhe von 58 cm, trägt die Inschrift „FAST ERDRÜCKT VOM LÄRM STARTENDER DÜSENFLUGZEUGE RUFE ICH ZU BESINNUNG UND GEBET“ und klingt auf den Schlagton d.

## Orgel

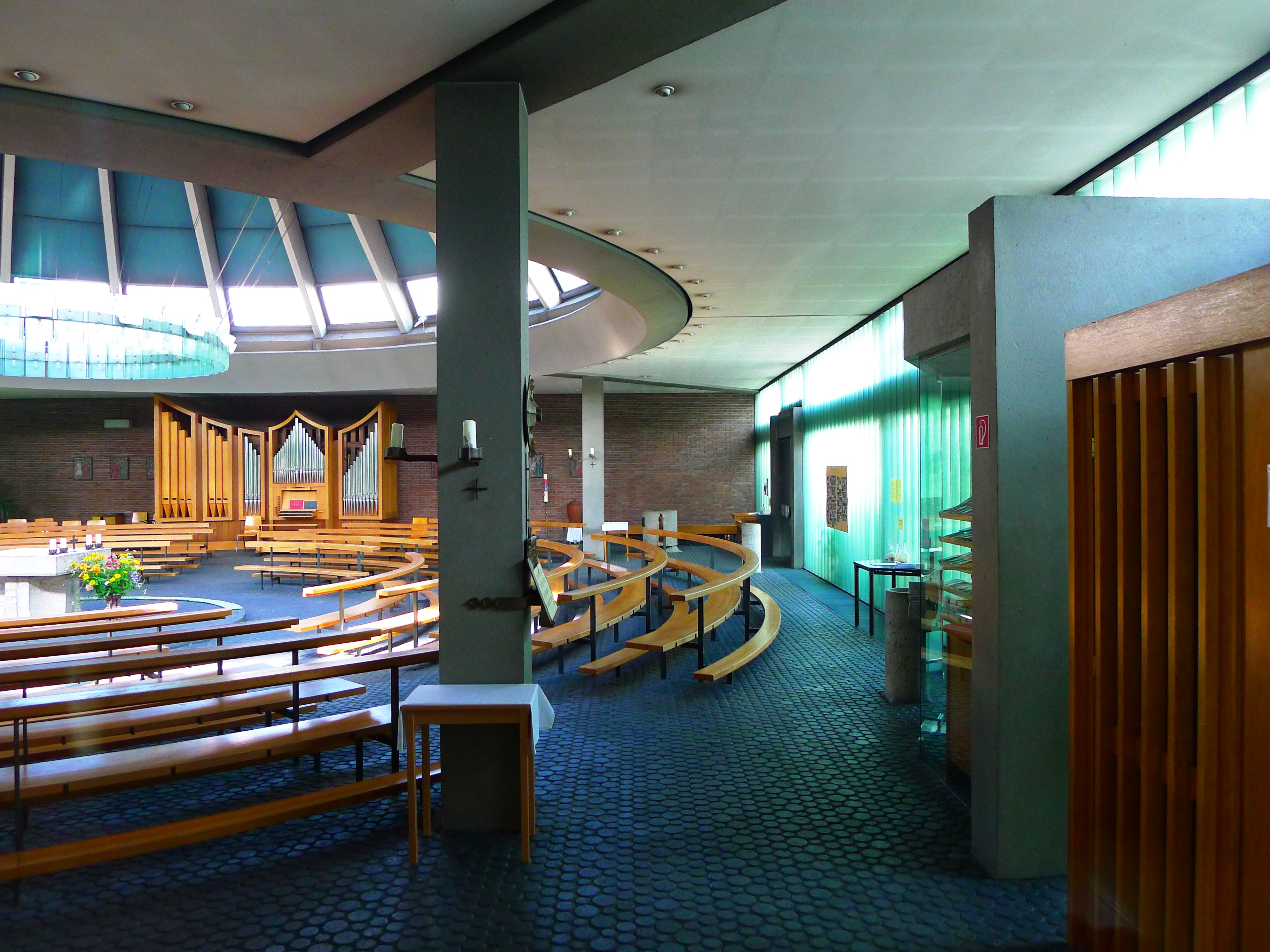
Innenraum mit Orgel

Die Orgel wurde von der Firma Freiburger Orgelbau August Späth erbaut und am 18. November 1984 vom Berliner Dompropst Wolfgang Haendly geweiht. Die Disposition wurde von Eckhard von Garnier, Kirchenmusiker an der Gedenkkirche Maria Regina Martyrum, mit der Orgelbaufirma erarbeitet. Die Orgel hat 14 Register auf zwei Manualen und Pedal, sechs Register auf dem II. Manual durch Wechselschleifen spielbar.
Die Disposition lautet wie folgt:
| I Hauptwerk C–g3 |         |
| Principal        | 08′     |
| Rohrflöte        | 08′     |
| Oktave           | 04′     |
| Nachthorn        | 04′     |
| Rohrnasat        | 02 ⁄3′  |
| Blockflöte       | 02′     |
| Weitterz         | 01 3⁄5′ |
| Quinte           | 01 ⁄3′  |
| Mixtur V         |         |
| Trompete         | 08′     |

| II Positiv C–g3 |         |
|                 |         |
| Rohrflöte       | 08′     |
|                 |         |
| Nachthorn       | 04′     |
| Rohrnasat       | 02 ⁄3′  |
| Blockflöte      | 02′     |
| Weitterz        | 01 3⁄5′ |
|                 |         |
|                 |         |
| Trompete        | 08′     |

| Pedal C–f1   |     |
| Untersatz    | 16′ |
| Gedecktbaß   | 08′ |
| Hintersatz V |     |
| Fagott       | 16′ |

- Koppeln: II/I, I/P, II/P